# Eva-Maria Troelenberg
Eva-Maria Troelenberg (* 1980 in Altötting) ist eine deutsche Kunsthistorikerin. Von 2018 bis 2022 war sie Professorin für moderne und zeitgenössische Kunstgeschichte an der Universität Utrecht, seit 2022 ist sie Professorin für Transkulturelle Studien an der Heinrich-Heine-Universität Düsseldorf.

## Leben
Troelenberg absolvierte von 2000 bis 2005 ein Studium der Kunstgeschichte, Geschichte und Kommunikationswissenschaft an der Ludwig-Maximilians-Universität München. 2010 promovierte sie in Kunstgeschichte zum Thema Eine Ausstellung wird besichtigt: Die Münchner ‚Ausstellung von Meisterwerken muhammedanischer Kunst‘ in kultur- und wissenschaftsgeschichtlicher Perspektive; diese Arbeit wurde mit dem Hochschulpreis der Landeshauptstadt München ausgezeichnet. Neben ihrem Studium und der wissenschaftlichen Arbeit war sie als Autorin, Assistentin einer Zeitschriftenredaktion, Stadtführerin und im Kunsthandel freiberuflich tätig.
Mit einem Postdoc-Fellowship im Kooperationsprojekt Connecting Art Histories in the Museum war sie 2010/11 am Kunsthistorischen Institut in Florenz sowie im Museum für Islamische Kunst der Staatlichen Museen zu Berlin tätig. Von 2011 bis 2018 fungierte sie als Leiterin der Max-Planck-Forschungsgruppe Objects in the Contact Zone – The Cross-Cultural Lives of Things am Kunsthistorischen Institut in Florenz. 2013 übernahm Troelenberg die Vertretung der Professur für islamische Kunstgeschichte an der LMU München, 2016 war sie als Gastprofessorin für moderne und zeitgenössische Kunstgeschichte an der Universität Zürich. Zudem übernahm sie verschiedene Lehraufträge an der Universität Wien und Universität Heidelberg.
Von 2018 bis 2022 forschte und lehrte Troelenberg als Professorin für moderne und zeitgenössische Kunstgeschichte an der Universität Utrecht. Zum April 2022 folgte sie dem Ruf auf die Professur für Transkulturelle Studien an das Institut für Kunstgeschichte der Heinrich-Heine-Universität Düsseldorf. Seit April 2023 ist sie Principal Investigator des vom Europäischen Forschungsrat (ERC) geförderten Forschungsprojekts MEDMACH - 'Machinery Rooms' of the Mediterranean.

## Forschungsschwerpunkte
Troelenbergs Forschung widmet sich schwerpunktmäßig Kontaktzonen in Kunst, visueller Kultur und Materialkultur. Sie untersucht dabei den kulturellen Austausch im Mittelmeerraum ab dem 19. Jahrhundert, materielle und visuelle Zeugnisse und Praktiken von Migration, Kanon und Kanonkritik in der Kunstgeschichte. Zudem widmet sie sich der Museumstheorie, Sammlungs- und Ausstellungsgeschichte im transkulturellen Kontext, Geschichtsschreibung und Rezeption islamischer Kunst und islamischer Kulturen im kolonialen und postkolonialen Zeitalter sowie Objektbiografien und transkulturellem Kulturerbe.

## Schriften (Auswahl)
Monografien
- Eine Ausstellung wird besichtigt: Die Münchner „Ausstellung von Meisterwerken muhammedanischer Kunst“ 1910 in kultur- und wissenschaftsgeschichtlicher Perspektive. (zugleich Dissertation), Lang, Frankfurt am Main/Berlin/Bern/Brüssel/New York/Oxford/Wien 2011, ISBN 978-3-631-60515-8.
- Mshatta in Berlin: Grundsteine Islamischer Kunst. Kettler, Dortmund 2014, ISBN 978-3-86206-334-5.

Herausgeberschaften
- mit Melania Savino: Images of the Art Museum. Connecting Gaze and Discourse in the History of Museology. De Gruyter, Berlin 2017, ISBN 978-3-11-033887-4
- mit Angelika Stepken und Mariechen Danz: Unmapping the Renaissance. Verlag für moderne Kunst, Wien 2017, ISBN 978-3-903131-86-6
- mit Maia Wellington Gahtan: Collecting and Empires: An Historical and Global Perspective. Harvey Miller Publishers, New York 2019, ISBN 978-1-909400-63-4.
- mit Kerstin Schankweiler und Anna Sophia Messner: Reading Objects in the Contact Zone. Heidelberg University Publishing, Heidelberg 2021, ISBN 978-3-96822-049-9.
- mit Felicity Bodenstein und Damiana Otiu: Contested Holdings. Public and Private Collections in Political, Epistemic and Artistic Processes of Return. Berghahn Books, Oxford 2022, ISBN 978-1-80073-423-4.